# Vaapo Vaher

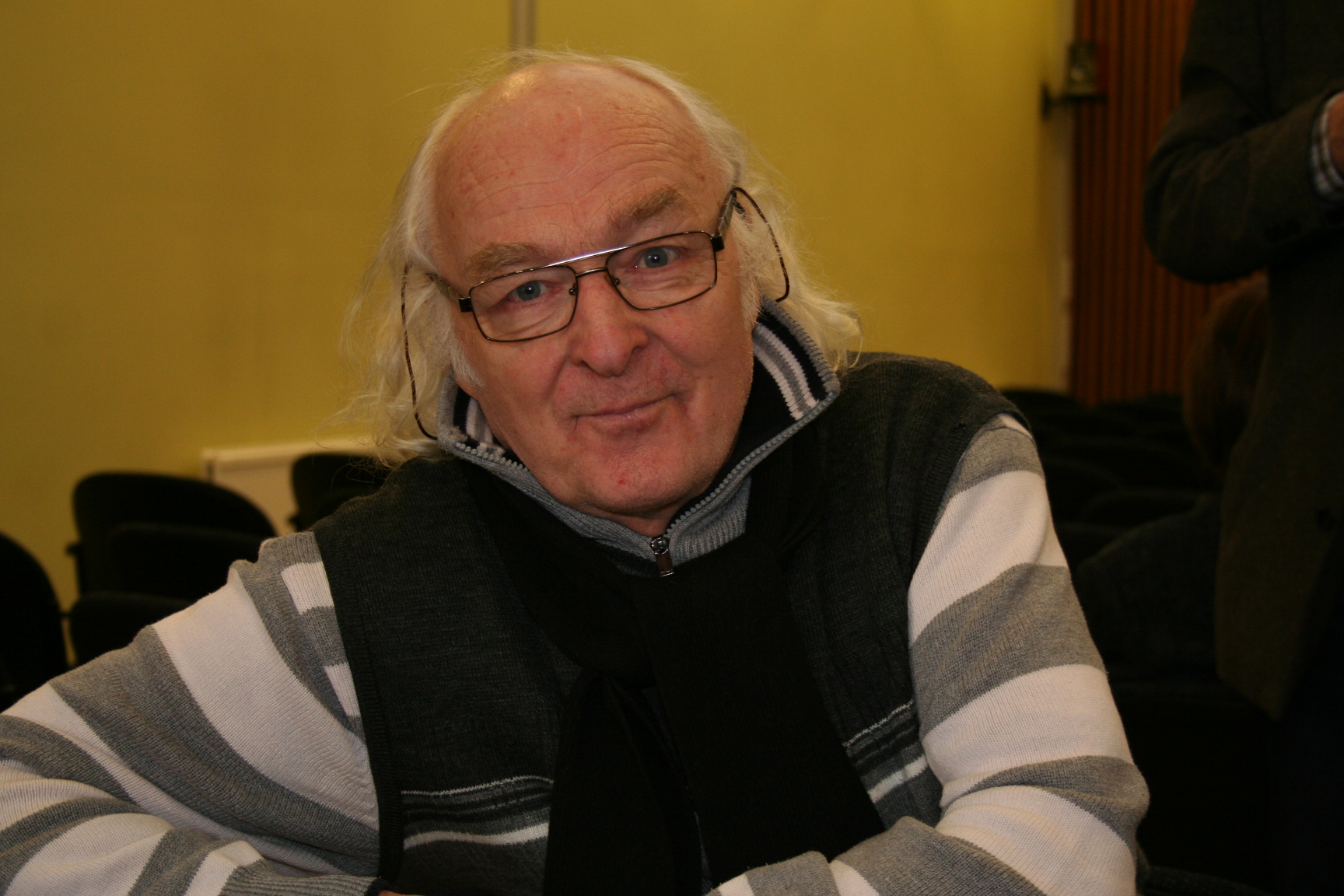
Vaapo Vaher, 2012

Vaapo Vaher (Pseudonym V. Lepp, * 27. Januar 1945 in Tallinn; † 17. März 2024) war ein estnischer Literaturkritiker und Lyriker.

## Leben
Vaapo Vaher ging in Tallinn und Kärdla zur Schule und studierte von 1965 bis 1968 Architektur an der Technischen Hochschule in Tallinn. Vorher und danach arbeitete er in verschiedenen handwerklichen Berufen; von 1974 bis 1976 war er Bibliograph der Zentralbibliothek von Hiiumaa. Anschließend war er im journalistischen Bereich bei diversen Zeitungen und Zeitschriften angestellt – als Sprachkorrektor, Korrespondent und Redakteur. Ab 1999 war er freiberuflich tätig.
Vaher war ab 1995 Mitglied des Estnischen Schriftstellerverbandes.

## Werk
Vaher publizierte ab 1973 und verfasste in seiner Frühzeit auch einige Gedichte, die in Sammelwerken erschienen. Später konzentrierte er sich auf Literaturkritik und verfasste essayistische Darstellungen zu zahlreichen estnischen Schriftstellern. Sein Hauptwerk (2019) ist eine zweibändige Literaturgeschichte der Insel Hiiumaa, die eine umfangreiche Materialsammlung zu jedem Autor und jeder Autorin bietet, die auf die eine oder andere Art – kürzer oder länger – mit der zweitgrößten estnischen Insel verbunden waren.

## Bibliografie

### Monografien
- Surmakuul & seemnepurse ('Todeskugel und Samenerguss') Tallinn: Eesti-Kambodža Sõprusühing & Juku-Kalle Raid 2002. 528 S.
- Kokaiin Balti jaama turult. Miniatuure vene kultuurist ('Kokain vom Baltischen Bahnhof. Miniaturen zur russischen Kultur'). Tallinn: Sirp 2003. 223 S.
- Imelaps, kellest ei saanud geeniust. Esseistlik monograafia Ardi Liivesest ('Das Wunderkind, das kein Genie geworden ist. Essayistische Monografie über Ardi Liives'). Tallinn: Eesti Keele Sihtasutus 2007. 463 S.
- Jalgpall hingede öös. Vutist eesti kultuuriloos ('Fußball in der Nacht der Seelen. Fußball in der estnischen Kulturgeschichte'). Tallinn: Pegasus 2010. 256 S.
- Vampiiride tants. Esseed ja ütlemised ('Tanz der Vampire. Essays und Aussprüche'). Tallinn: Eesti Keele Sihtasutus 2012. 430 S.
- Hiiumaa kirjanduse lugu. Esseid ja uurimusi ('Geschichte der Literatur von Hiiumaa. Essays und Forschungen'). 1, 2. Kärdla: Hiiumaa Teabekapital 2019. 848 + 928 S.

### Artikel (Auswahl)
- Mu kurbused on ikka alasti. Improvisatsioone Indrek Hirve teemal, in: Looming 11/1997, S. 1539–1547.
- Hando Runnel ja külmking, in: Looming 11/1998, S. 1724–1737.
- Õilis pilastaja Johnny B., in Looming 10/1999, S. 1553–1563.
- Kivisildnik – agressiivne akadeemik, in: Looming 10/2001, S. 1549–1562.
- Heino ja himu. Heino Kiige seksuaalromaanist "Mind armastab jaapanlanna", in: Looming 5/2002, S. 742–754.
- Kaevates sulega hauda. Priidu Beier 47, in: Looming 10/2004, S. 1545–1554.
- Palve ja kirg. Ain Kalmuse kirjanikutee alguse taustast, in: Looming 1/2008, S. 117–136.
- Adson Hiiumaal. Peatükk saare kirjandusloost, in: Looming 5/2015, S. 695–717
- Oengod, in: Looming 1/2016, S. 114–135; Looming 2/2016, S. 229–248.
- Kassari murumaa ja tormide rand. Debora Vaarandi ja Juhan Smuuli retked Hiiumaale, in: Looming 9/2016, S. 1306–1330.
- Asta Willmann ja tema hiiumaisus, in: Looming 1/2017, S. 118–140.
- Ernst Enno hiiumaisus, in: Looming 6/2017, S. 874–895.
- Kross Kassaris, Kölerist rääkimata, in: Looming 12/2018, S. 1735–1755.
- Paradiisi Tõnu katkematus, in: Looming 8/2019, S. 1185–1203.

## Sekundärliteratur
- Vaapo Vaher / Toomas Haug: Vaba mehena raamatute riigis, in: Looming 1/2020, S. 115–126.
- Janika Kronberg: Joovastus Hiiumaast, in: Looming 1/2020, S. 127–132.